# 판브리오케
이탈리아 요리에서 판브리오케(이탈리아어: Panbrioche)는 브리오슈와 비슷한 빵의 종류이다. 판브리오케 돌체(panbrioche dolce), 판브리오케 스페치아토(panbrioche speziato), 판브리오케 살라토(panbrioche salato), 판브리오케 파르치토(panbrioche farcito) 등 판브리오케의 종류는 무궁무진하다.